# Djupekås
Djupekås is een plaats in de gemeente Sölvesborg in het landschap Blekinge en de provincie Blekinge län in Zweden. De plaats heeft 189 inwoners (2005) en een oppervlakte van 26 hectare.